# バージル・グリフィス

バージル・グリフィス

バージル・グリフィス（Virgil Griffith、1983年3月6日 - ）は、アメリカ合衆国のアラバマ州出身のハッカーである。検索サービス「WikiScanner」の開発者。シンガポール在住。

## プロフィール
バージル・グリフィスは1983年にアメリカのアラバマ州で生まれた。両親は共に医者である。Alabama School of Mathematics and Scienceを2002年に卒業し、アラバマ大学に入学した。専攻は認知科学だった。一度2004年にインディアナ大学に転入したこともあるがまたアラバマ大学にもどり、2007年8月に優秀な成績で卒業した。現在彼はカリフォルニア工科大学の大学院生である。
2007年8月14日、グリフィスはウィキペディアにおける非ログインユーザーの編集がどの企業や団体に属するものかを探りだすことのできるツール「WikiScanner」を開発した。

## 制裁決議違反
イーサリアム財団に所属する研究員の立場で、2019年4月北朝鮮に渡航し、平壌で仮想通貨やその基幹技術であるブロックチェーンに関する講演を行った。これが対北朝鮮経済制裁決議違反とされ同年11月米ロサンゼルス国際空港で逮捕・起訴された。本件の行為については｢公開情報をプレゼンしただけ｣という擁護の声がある。